# Éjecteur de bombes de Świątecki

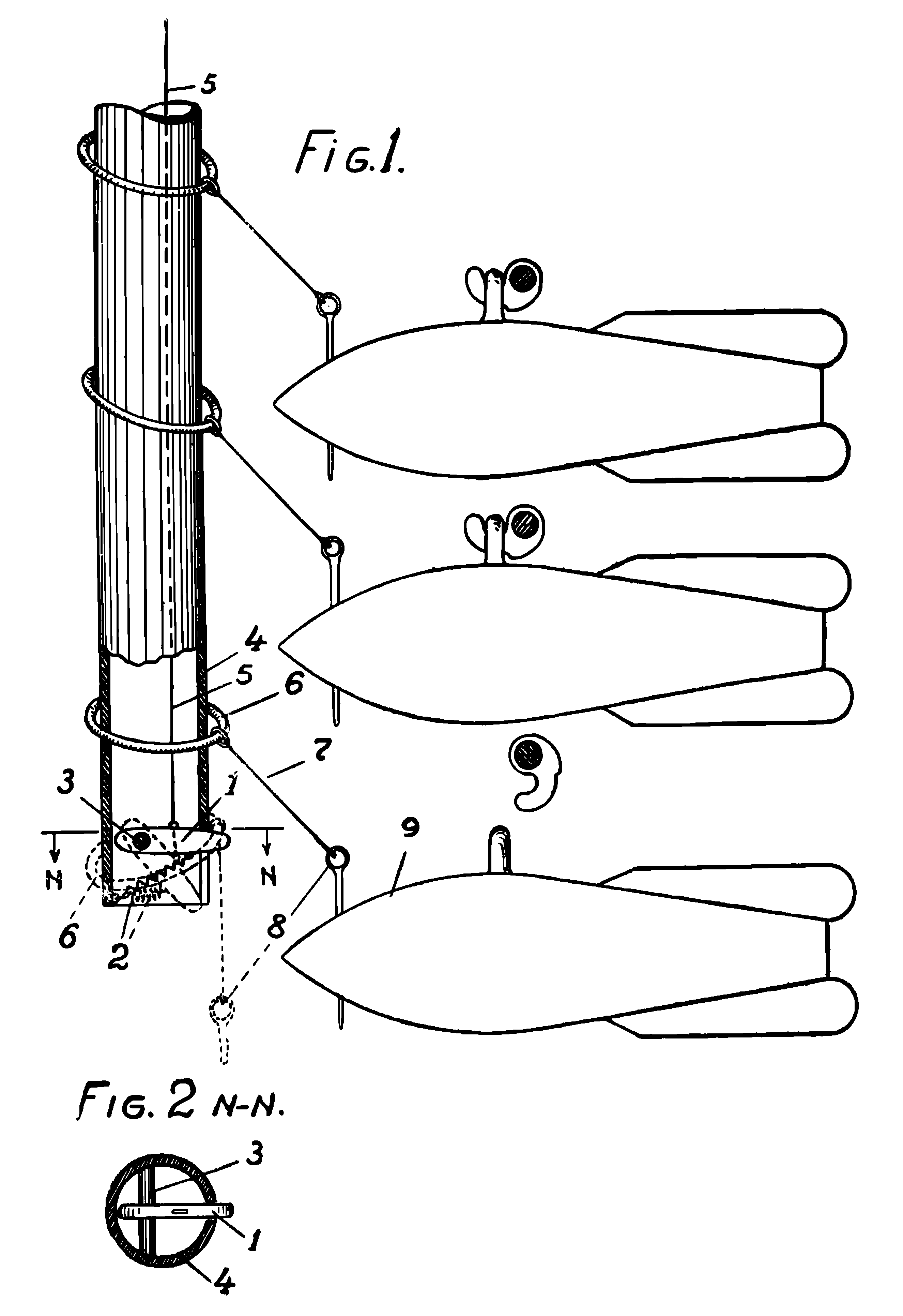
Dessin de la description technique du brevet déposé le 8 octobre 1932 r.

L'éjecteur de bombes de Świątecki est un éjecteur de bombes largement répandu dans des bombardiers alliés lors de la Seconde Guerre mondiale.

## Histoire
L'éjecteur de bombes fonctionne grâce au système développé en 1923 par l'ingénieur polonais Władysław Świątecki, qui l'a breveté dans plusieurs pays. Depuis 1930 Świątecki le fabriquait dans son usine à Lublin en améliorant constamment sa construction. L'éjecteur est utilisé pour la première fois en Pologne en 1925, il est entre autres, monté par la Marine polonaise sur les hydravions importés d'Italie CANT Z.506. À partir de 1937, Świątecki vend la licence en France pour la société Gardy et en Italie pour Caproni. Il propose également de monter son éjecteur sur les bombardiers PZL.37 Łoś mais son offre est rejetée en raison du conflit personnel entre l'inventeur et le commandement de l'Armée de l'Air polonaise. Et pour cause le PZL.37 Łoś est alors équipé d'éjecteurs développés par Państwowe Zakłady Lotnicze avec des culasses Alcana qui tombent souvent en panne et exigent des nombreuses et coûteuses modifications. Finalement, le PZL.37 se voit équiper d'automates de bombardement électriques qui ne permettent qu'un largage manuel. Pour les mêmes raisons, le bombardier léger PZL.23 Karaś n'est pas doté de ces éjecteurs.
Après la campagne de Pologne, l'inventeur arrive en France puis en Angleterre, sur place il offre son projet amélioré en 1941 au Ministère de l'Air. Les Britanniques commencent alors la production de masse d'éjecteurs conçus par Światecki, au Royaume-Uni plus de 165 000 éjecteurs ont été produits et installés dans des bombardiers britanniques, entre autres, Avro Lancaster. Les éjecteurs de Świątecki ont permis le largage de bombes les plus lourdes de l'époque Grand Slam.
En 1943, un autre inventeur polonais Jerzy Rudlicki améliore la conception de Świątecki et met en point un éjecteur destiné aux bombardements de zone utilisé par les bombardiers Boeing B-17 Flying Fortress.